# Peter Beekman (architect)
Peter Beekman, (Nijkerk, 1 december 1889 - Soestdijk, 9 februari 1976), was een Nederlandse architect uit Soestdijk. Peter werd geboren als arbeiderszoon in de buurtschap Wullenhoven, oostelijk van Nijkerk. Hij huwde in 1919 met D. Nijeboer met wie hij 2 kinderen kreeg. Ook hun zoon H.H. Beekman werd architect.
Veel van zijn werk bevat invloeden van de Amsterdamse school. Beekman was na de Tweede Wereldoorlog gemeente-architect van Soest en woonde op het adres Heuvelweg 22 in Soestdijk. Vanaf zestiger jaren? verder als "architectenbureau P. en H. Beekman".

## Ontwerpen
Baarn
- Eemweg 68 woonhuis/pakhuis (1934)
- Eemnesserweg 103 - landhuis

Soest
- Aula Algemene Begraafplaats (uitbreiding 1962)
- De Hooge Birckt - Birkstraat 109 (verbouwing 1953)
- Jachthuislaan 61 (1950)
- Eickenhorst - Jachthuislaan 55 (verbouwing 1949/1950)[2]
- School met den bijbel, in de wijk 't Hart - Holleweg (later Prins Bernhardlaan) in Soestdijk (1950)
- De Klomp - Kerkstraat 113 (verbouwing 1942)
- Birkstraat 106 (verbouwing 1942)
- Kerkpad Noordzijde 21-23 (verbouwing 1939)
- Kerkje van Hees - Insingerstraat 53 (1938)
- Winkelblok Steenhoffstraat - Steenhoffstraat 13-15a (1936)
- Vredehofstraat 21-23 (1934)
- Emmakerk - Regentesselaan 2a/Park Vredehof 2 (1931)
- Gallenkamp Pelsweg 7-11 (1930)[3]
- School met den bijbel - Driehoeksweg (1929)[4]
- villa Rika - Middelwijkstraat 46 (1929)
- Van Weedestraat 11-13 (uitbreiding 1928)[5]
- Steenhoffstraat 65-75 (1925/1926)
- Wilhelminakerk - Soesterbergsestraat 18 (1925)
- Albertshoeve - Kerkdwarsstraat 19 (1923)
- Veenhuizerstraat 20 later Koninginnelaan 32 (1923)[6]
- Zuivelfabriek De Soester - Middelwijkstraat 38 (verbouwing 1922)
- Boschrand - Soesterbergsestraat 116-118 (1921)

Soesterberg
- 13 arbeiderswoningen - Postweg (1947)[7]